# Бањска Река
Бањска Река, архаично Биштанска Река (алб. Rekë e Banjskës) је насеље у општини Звечан на Косову и Метохији. Атар насеља се налази на територији катастарске општине Бањска површине 1766 ha. Село Бањска река налази се на 15 километара северно од Звечана и 3 километра од Бањске у подножју планине Рогозне, увучено у долини истоимене реке. Већина кућа је груписана у засеоке са леве стране тока реке. За ово село је мало поузданих података, али је по народном предању постојало уз сачувани обичај „ношења крста“ у измењеном облику после забране Турака да се у Манастиру Бањска обављају православни обреди. Повећање броја српског становништва, као и код већине села овог простора било је крајем XVIII века. После Другог светског рата до укидања општине Бањска број становника је био у порасту, али од тада број становника села се смањује и има доста старачких домаћинстава. Село нема школу, деца одлазе у основну школу „Бановић Страхиња“ у Бањској. Нема асфалтног пута, а мало кућа има водовод и мало је фиксних телефона.

## Географија
Бањска Пека, „Баштанска Ријека “ је на левој страни Бањске Реке, у склопу шумовитих брда Борова на десној страни реке, Гувнине и Чукаре на њеној левој страни. Куће су у долини, груписане у низу по родовима, а крај Гувнина назива се по истоименом брду. Вода се употребљава с три „кладенца“, а род Вукајловићи имају чесму. На Лештаку је извор Кладенац, а ниже њега је приватна воденица.

## Земље и шуме
Њиве су мале, у стсшњеној долини и по странама брда, добре родности. Оне су на местима које се називају: Орловац, Лаз, Крчевина, Велика Њива, Зелењак, Бусача, Подколиба, Ограђа, Гњила, Јавор, Блата, Ђуркова Њива, Чаренац, Каменице, Камењача, Борова, Бело Камење, Валога, Присоје, Радов Ан, Јова, Кућиште; шуме и испаше су сеоске и државне у Боровој Шуми, Бајову Потоку, Злом Потоку, Њесковој Глави, Пркачу, Градини (између Пркача и Злог Потока), Дебелом Брду, у Долини Јуначке Реке, Великом Дубу, Преслу, Бусачи у Присоју, код Белошеве Баре y Орловцу, Вуковој Долини и Папрадини; сенокосне ливаде су на местима Зеленак, Велика Ливада, Падинске ливаде и Црешница. На Каменици има три приватне воденице. Једно место поред Бањске Реке назива се Рибњак.

## Историја
По Бањској повељи краљ Милутин даровао је око 1316. године манастиру Бањском уз друга села и Бание Полие. Положај том старом селу погрешно је одредио А. М. Пурковић негде у жупи Расу. По реду излагања у повељи оно је било код бањског села Бреснице. Године 1711. оно је било тимарско село „Баново Поље“, а 1832. године забележено је као село „Баштаничка Ријека“, свакако подигнуто на месту запустелог села Банова Поља. У селу, са леве стране реке, има старо гробље. По М. Веселиновићу крајем прошлога века „у селу Бањској (а то ће бити село Бањска Река) има поновљена црквица св. Николе. Народ прича, да је ово село било место манастира Бањског светог Стефана, на Рогозни. Недалеко од старог гробља је данашње хришћанско. Вукајловићи имају своје посебно гробље. У њему се сахрањују и Антонијевићи из суседног насеља Јанкова Потока. Старих напуштених рударских окана има поред државног пута који води преко Њескове Главе из Бањске за Нови Пазар. Године 1948. у селу је било 146 становника.

## Постанак села и порекло становништва
Данашње село основали су, по предању, три брата (Вукајло, Милош и Нешко) који су се доселили око средине 18. века из Лопата у Васојевићима, старином из Херцеговине. Они су на месту данашњег села нашли запарложену ледину и велику шуму. Од досељене браће су данашњи њихови потомци:
- Вукајловићи, 6 кућа, Милошевићи, 6 кућа, Нешковићи, 2 кућа, слава Митровдан, а Петровдан прекађују. Једна породица Вукајловића одселила се у Митровицу, а Вукајловићи у Јанкову Потоку су од њих; имају одељаке Бојовиће у Орахивици под Рогозном.

Остали родови у селу:
- Рашићи, Миловановић, 1 кућа,Гвозденовић, 1 кућа, Миљковић, 1 кућа, Стојнић, 1 кућа, слава Св. Јован Милостиви (12 Х1), су Морачани; од њих су Рашићи у насељу Јанкову Потоку.
- Јовљани, Миловић, 1 кућа, Аксентијевић, 1 кућа, слава Св. Никола, отац досељен из Јове код Бањске.
- Изворци,  Максимовићи, 3 куће, слава Св. Никола, су Кучи, досељени из Извора на Рогозни, населио их ага још за време Турака.

## Демографија
Према проценама из 2009. године које су коришћене за попис на Косову 2011. године, ово насеље је имало 30 становника, већина Срби.
| Година       | 1948 | 1953 | 1961 | 1971 | 1981 | 1991 | 2011 |
| ------------ | ---- | ---- | ---- | ---- | ---- | ---- | ---- |
| Становништво | 146  | 161  | 151  | 115  | 67   | 50   | 30   |

|  |